# American/English
American/English è un album in studio del gruppo musicale britannico Acoustic Alchemy, pubblicato nel 2005.

## Tracce
1. The Crossing
2. Say Yeah
3. So Kylie
4. Trinity
5. The Detroit Shuffle
6. Cherry Hill
7. She Speaks American/English
8. Lilac Lane
9. The 14 Carrot Café
10. Get Up (Levantar y Bailar)
11. The Moon and the Sun